# Francis Dodoo
Francis Dodoo (* 13. April 1960 in Accra) ist ein ehemaliger ghanaischer Leichtathlet. Seine  Spezialdisziplinen waren Weitsprung und der Dreisprung. Er gewann die Goldmedaille bei den Afrikaspielen 1987 und Silber bei den Afrikameisterschaften 1992. Von 1984 bis 1996 nahm Dodoo an Olympischen Spielen teil, seine beste Platzierung war ein 17. Platz im Jahr 1988.
Seine Bestleistungen waren 7,62 Meter im Weitsprung und 17,12 Meter im Dreisprung. Bei einer Körpergröße von 1,86 m betrug sein Wettkampfgewicht 75 kg.
Francis Dodoo lehrt derzeit Soziologie an der Pennsylvania State University.

## Schriften
- The Millennium Development Goals and Urban Sustainability by Un-Habitat. Publisher Earthscan/James & James. ISBN 1844073793